# Rip Curl
Rip Curl est une entreprise australienne de vêtements, d'accessoires et d'équipements de surf, fondée en 1969 par deux surfeurs, Doug Warbrick et Brian Singer, de Torquay (Australie) (près de Geelong) qui commencèrent par fabriquer modestement leurs propres combinaisons de surf dans leur jardin. La compagnie est toujours basée à Torquay et sa filiale européenne est située en France, à Soorts-Hossegor.
Rip Curl est aujourd'hui l'une des principales marques dans le monde du surf et sponsorise un grand nombre de surfeurs professionnels et de compétitions comme le Rip Curl Pro.
Rip Curl Europe est la filiale européenne, créée en 1983, par Fred Basse et François Payot à Hossegor, station balnéaire considérée comme la capitale du surf en Europe.
En 2019, le groupe néo-zélandais Kathmandu rachète Rip Curl.

## Identité

Logo historique de la marque.
Logo de Rip Curl au début des années 90.
Logo au début des années 2000.
Logo depuis 2022.

## Au-delà du surf
Rip Curl est maintenant présent dans plusieurs domaines des sports de glisse, notamment dans le skateboard / surfskate, le ski freestyle, le snowboard et le wakeboard. Certains évènements dans ces autres disciplines incluent le Rip Curl SurfSkate Festival, le Rip Curl Wake, Skate and Music Festival, le Rip Curl City Slam (skateboard) et le Rip Curl World Heli Challenge (ski freestyle et snowboard).

## Concurrents
Les principaux concurrents sont les marques australiennes Quiksilver et Billabong (qui appartiennent  aujourd'hui au groupe Boardriders Inc.), américaines Gotcha et Town & Country Surf Designs, ainsi que la marque française Oxbow basée à Mérignac près de Bordeaux.

## Polémique
Rip Curl fait face à des réactions négatives pour avoir présenté une femme transgenre pour promouvoir le surf féminin. Le détaillant de surf a effacé les publications sur ses pages de réseaux sociaux mettant en vedette une femme transgenre après avoir reçu des critiques de la part de ses abonnés. Rip Curl a présenté Sasha Lowerson sur ses comptes de réseaux sociaux après que la marque s'est séparée en novembre de Bethany Hamilton, une surfeuse qui a survécu à une attaque de requin en 2003. En février 2023, celle-ci s'était prononcée contre l'adoption par la World Surf League (WSL) de la politique concernant l'identité transgenre de l'International Surfing Association, déclarant qu'elle ne participerait pas à la WSL tant qu'elle autoriserait les athlètes transgenres à concourir,.